# Cáo đồng cỏ Nam Mỹ
Cáo đồng cỏ Nam Mỹ hay Cáo Pampa (Lycalopex gymnocercus) (tiếng Anh: Pampas Fox) là một loài động vật có vú trong Họ Chó của Bộ Ăn thịt. Loài này được G. Fischer mô tả năm 1814.
Loài này có nguồn gốc từ các đầm lầy Nam Mỹ, có thể được tìm thấy ở miền bắc và miền trung Argentina, Uruguay, miền đông Bolivia, Paraguay và miền nam Brazil. Chúng thích nghi với môi trường sống đồng hoang mở, thường gần với đất nông nghiệp, nhưng cũng có thể được tìm thấy trong các khu rừng núi, cây bụi khô, và các sinh cảnh đất ngập nước. Chúng phổ biến nhất ở những nơi có độ cao dưới 1.000 mét, nhưng có thể sống ở những đồng cỏ cao lên đến 3.500 mét.
Năm phân loài đã được công nhận, mặc dù phạm vi phân bố của từng loài vẫn chưa rõ, và phạm vi phân bố của ba trong năm loài này nằm bên ngoài phạm vi của các loài ngày nay.

## Hình ảnh

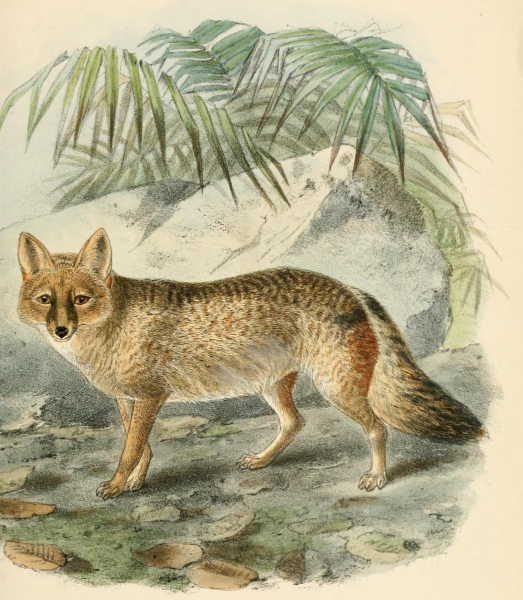
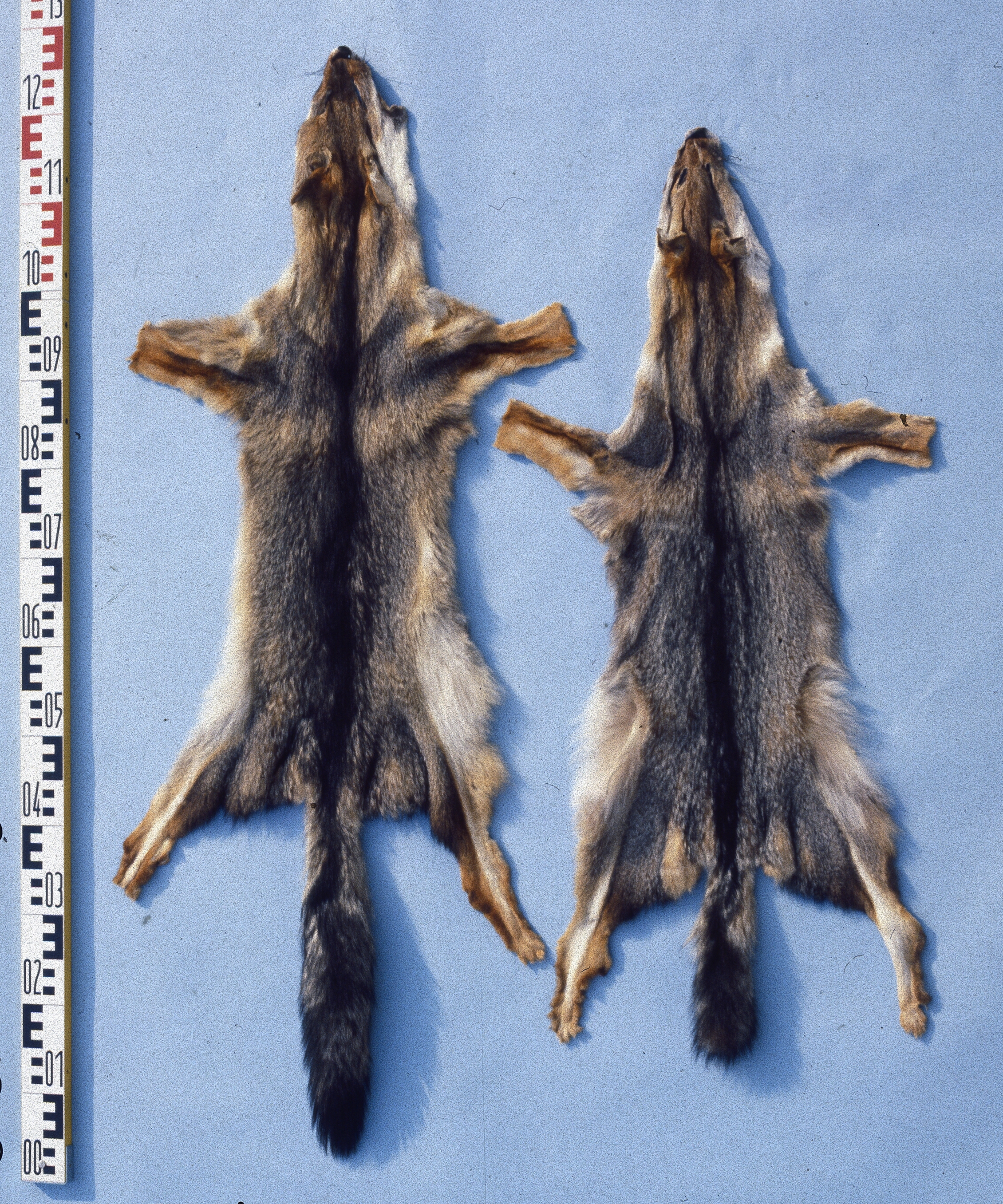
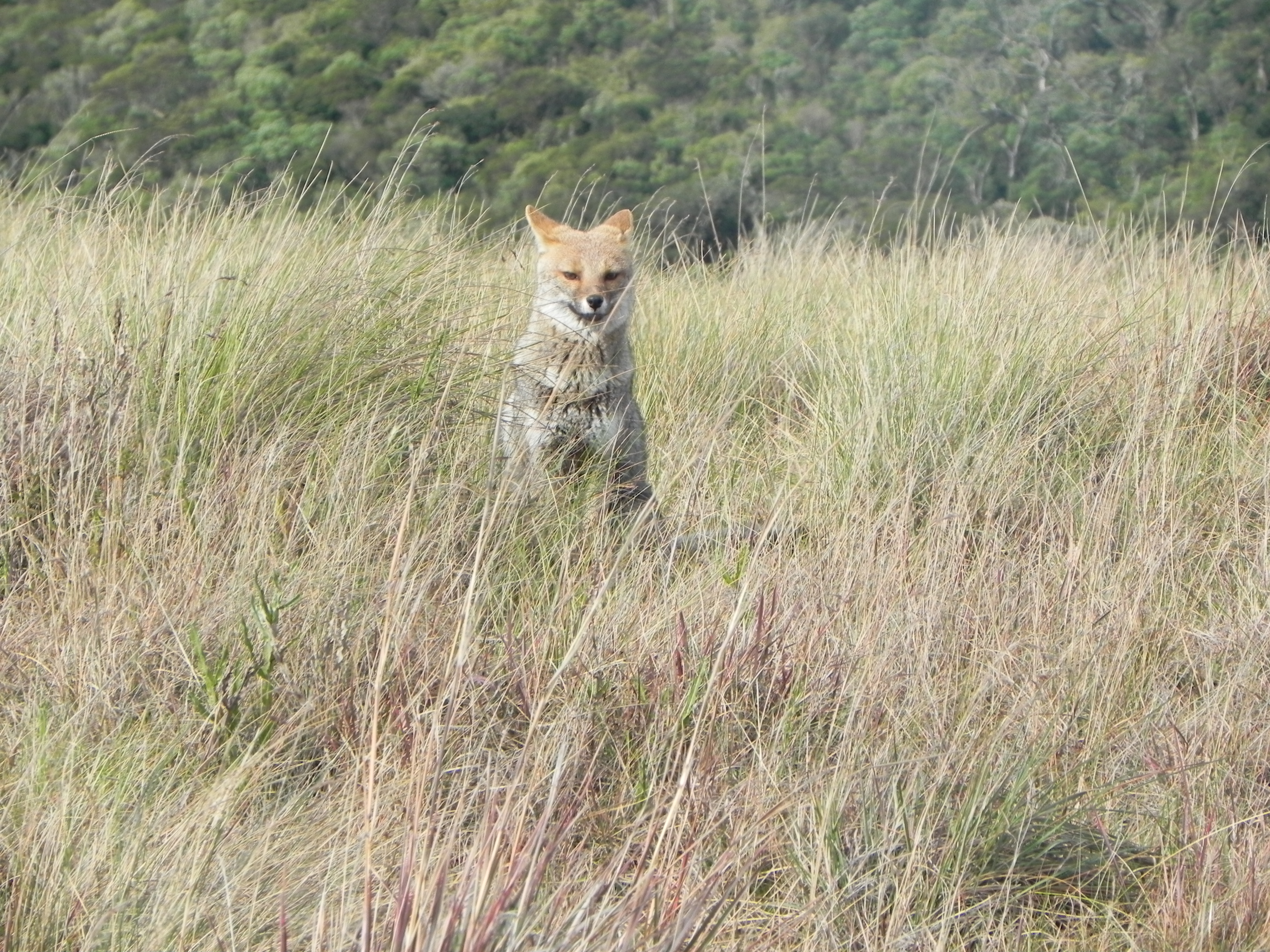